# Автошлях E271
Європейський маршрут E271 — автомобільний європейський автомобільний маршрут категорії Б, що проходить по території Білорусі, та з'єднує міста Мінськ і Гомель.

## Маршрут
Весь шлях проходить через такі міста:
- Білорусь:
  - E30, Мінськ
  - E95, Гомель